# Lista de líderes da Major League Baseball em jogos finalizados

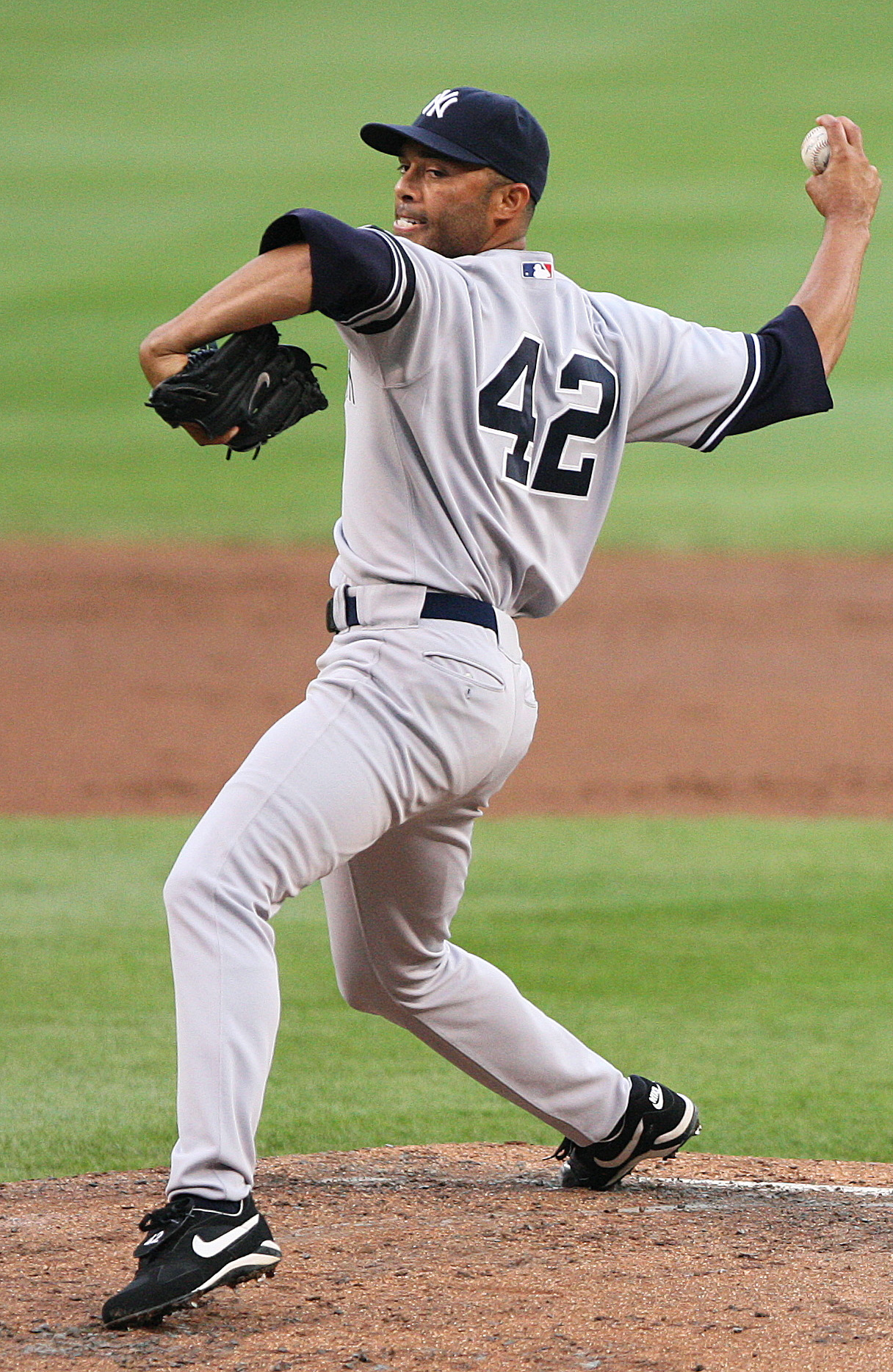
Mariano Rivera, o líder de todos os tempos em jogos finalizados.

Esta é uma lista de jogadores da Major League Baseball (MLB) com mais jogos finalizados na carreira. No beisebol, um arremessador especialista, o relief pitcher é creditado com um jogo finalizado (denotado por GF) se ele é o último arremessador de seu time em um jogo. Um arremessador de início não é creditado com um GF, mesmo se ele arremessar um jogo completo. Mariano Rivera é o líder de todos os tempos em jogos finalizados com 952. Rivera é o único arremessador na história da MLB a finalizar mais de 900 jogos. Trevor Hoffman e Lee Smith são os únicos a finalizar mais de 800 jogos na carreira.

## Campo
| Posição | Posição entre os líderes em jogos finalizados na carreira. Um campo em branco indica um empate. |
| Jogador | Nome do jogador                                                                                 |
| GF      | Total de jogos finalizados na carreira                                                          |
| *       | Denota eleito para o National Baseball Hall of Fame.                                            |
| Negrito | Denota jogador ativo.                                                                           |

## Líderes em jogos finalizados na carreira
- Estatísticas atualizadas até o final da temporada de 2016.

| Posição | Jogador                  | GF  |
| ------- | ------------------------ | --- |
| 1       | Mariano Rivera           | 952 |
| 2       | Trevor Hoffman           | 856 |
| 3       | Lee Smith                | 802 |
| 4       | John Franco              | 774 |
| 5       | Rollie Fingers *         | 709 |
| 6       | Billy Wagner             | 703 |
| 7       | Jeff Reardon             | 695 |
| 8       | Goose Gossage *          | 681 |
| 9       | Roberto Hernández        | 667 |
| 10      | Francisco Rodríguez (55) | 657 |
| 11      | Hoyt Wilhelm *           | 651 |
| 12      | Doug Jones               | 640 |
| 13      | Kent Tekulve             | 638 |
| 14      | Sparky Lyle              | 634 |
| 15      | José Mesa                | 633 |
| 16      | Todd Jones               | 619 |
| 17      | Gene Garber              | 609 |
| 18      | Joe Nathan (1)           | 587 |
| 19      | Jonathan Papelbon (30)   | 585 |
| 20      | Dennis Eckersley *       | 577 |
|         | Lindy McDaniel           | 577 |
| 22      | Francisco Cordero        | 575 |
| 23      | Roy Face                 | 574 |
| 24      | Rick Aguilera            | 557 |
| 25      | Dan Quisenberry          | 553 |
| 26      | Mike Marshall            | 549 |
|         | Jeff Montgomery          | 549 |
| 28      | Tom Henke                | 548 |
|         | Randy Myers              | 548 |
|         | Robb Nen                 | 548 |
| 31      | Troy Percival            | 546 |
| 32      | Tug McGraw               | 541 |
| 33      | Armando Benítez          | 527 |
| 34      | Huston Street (21)       | 523 |
|         | John Wetteland           | 523 |
| 36      | José Valverde            | 520 |
| 37      | Rod Beck                 | 519 |
| 38      | Bruce Sutter *           | 512 |
| 39      | Bob Wickman              | 511 |
| 40      | Don McMahon              | 505 |
| 41      | Jesse Orosco             | 501 |
| 42      | Jason Isringhausen       | 499 |
| 43      | Fernando Rodney (39)     | 481 |
| 44      | Dave Righetti            | 474 |
| 45      | Mike Timlin              | 467 |
| 46      | Ron Perranoski           | 458 |
| 47      | Todd Worrell             | 456 |
| 48      | Bill Campbell            | 455 |
| 49      | Gregg Olson              | 447 |
| 50      | Steve Bedrosian          | 439 |

| Posição | Jogador            | GF  |
| ------- | ------------------ | --- |
| 51      | Mike Henneman      | 432 |
|         | Dave Smith         | 432 |
| 53      | Roger McDowell     | 430 |
| 54      | Mike Jackson       | 422 |
|         | Dan Plesac         | 422 |
| 56      | Willie Hernández   | 419 |
|         | Mitch Williams     | 419 |
| 58      | Darold Knowles     | 417 |
| 59      | Ted Abernathy      | 416 |
| 60      | Greg Minton        | 415 |
| 61      | Ugueth Urbina      | 408 |
| 62      | Keith Foulke       | 406 |
|         | Stu Miller         | 406 |
| 64      | Eddie Guardado     | 401 |
| 65      | Gary Lavelle       | 399 |
| 66      | Jeff Shaw          | 384 |
| 67      | Kevin Gregg        | 382 |
| 68      | Brian Fuentes      | 381 |
|         | Dave LaRoche       | 381 |
| 70      | Dave Giusti        | 380 |
| 71      | Jeff Brantley      | 379 |
| 72      | Bob Stanley        | 377 |
| 73      | Clay Carroll       | 373 |
|         | LaTroy Hawkins     | 373 |
| 75      | Tom Burgmeier      | 370 |
| 76      | Brad Lidge         | 368 |
| 77      | John Hiller        | 363 |
|         | Mike Stanton       | 363 |
| 79      | Danny Graves       | 360 |
|         | Jay Howell         | 360 |
| 81      | J. J. Putz         | 357 |
| 82      | Bobby Thigpen      | 356 |
| 83      | Jim Brewer         | 351 |
| 84      | Tom Gordon         | 347 |
| 85      | Eddie Fisher       | 344 |
| 86      | Joakim Soria (18)  | 343 |
|         | Rafael Soriano     | 343 |
| 88      | Frank Linzy        | 342 |
| 89      | Craig Kimbrel (47) | 341 |
| 90      | Ron Davis          | 340 |
|         | Jeff Russell       | 340 |
| 92      | Ron Kline          | 338 |
| 93      | Mark Clear         | 337 |
| 94      | Elías Sosa         | 330 |
| 95      | Billy Koch         | 325 |
| 96      | Jack Aker          | 321 |
| 97      | Tippy Martinez     | 320 |
| 98      | Terry Forster      | 318 |
| 99      | Braden Looper      | 315 |
| 100     | Al Worthington     | 314 |

## Próximos jogadores com números relevantes
- Kyle Farnsworth (293)

## Nota
1. ↑  Um jogador é considerado inativo se anunciou sua aposentadoria ou não joga uma temporada completa.